# Archetypomyidae
Famille
Les Archetypomyidae forment une famille de rongeurs fossiles.

## Liste des genres
Selon Paleobiology Database (13 avril 2015) :
- Archetypomys